# إربيوم
الإربيوم هو عنصر كيميائي من عناصر الجدول الدوري وله الرمز Er والرقم الذري 68. وهو أحد عناصر اللانثينيدات الفلزية الأرضية النادرة ولونه فضي، ويتواجد الإربيوم مع عدد من العناصر الأخرى في معدن الجادونيلايت والذي يتواجد في يتربي في السويد، اكتشف بواسطة العالم الكيميائي السويدي كارل جوستاف موساندر.

## الصفات المميزة
هو عنصر ثلاثي التكافؤ, كما أن الإربيوم النقي فلز طيع، ثابت في الهواء ولا يتأكسد في الهواء بنفس السرعة التي يتأكسد بها بعض الفلزات الأرضية النادرة الأخرى. وأملاحه لها لون وردي كما يتميز العنصر بطيف امتصاص واضح في الضوء النظور, فوق البنفسجي, بقرب تحت الأحمر. وفيما عدا ذلك فإنه يشبه العناصر الأرضية النادرة الأخرى. وأكسيده يسمى إربيا, وتتحدد خواص الإربيوم بدرجة الشوائب الموجودة. ولا يلعب الإربيوم أي دور حيوي ولكنه يعتقد أنه يساعد على عملية الأيض. وتستخدم بللورات الإربيوم في عمل أشعة اللايزر, والمضخمات البصرية. وخاصة الطول الموجي البالغ 1550 نانو متر المهم للإتصالات الضوئية نظرا لأن الألياف ضوئية لها فقد ضئيل عند هذا الطول الموجي.

## تطبيقات الإربيوم
تختلف الاستخدامات اليومية للإربيوم. فإنه يستخدم غالبا كمرشح للتصوير الفوتوغرافي ونظرا لطواعيته فغنه مفيد كإضافة للفلزات. الاستخدامات الأخرى:
- يستخدم في الأبحاث النووية كممتص للنيترون.
- يستخدم كعامل إشابة في المضخمات البصرية.
- عند إضافته للفاناديوم كسبيكة يقلل من صلابته ويحسن من القدرة على تشغيله.
- لأكسيد الإربيوم لون وردي ولذلك فإنه يستخدم أحيانا كملون للزجاج والخزف. ويستخدم حينها الزجاج كعدسات في النظارات الشمسية الرخيصة.

## الإربيوم تاريخيا
الإربيوم تم اكتشافه بواسطة كارل جوستاف مونسادير في عام 1843. وقام مونسادير بعزل «اليتريا» من معدن الجادولينايت لثلاث أجزاء تسمى يتريا, إربيا, تربيا. وقام بتسمية العنصر الجديد على اسم بلدة تسمى يتربى والتي يتواجد فيها كميات كبيرة من اليتريا التي تحتوى على الإربيوم. الإربيا والتيربيا، كانا يسببان بعض التشويش وقتها. زبعد عام 1860, تم إعادة تسمية التيربيا إلى إربيا وبعد عام 1877 ما كان يعرف بالإربيا تم إعادة تسميته إلى تيربيا. وتم عزل Er2</subO3 النقي في عام 1905 بواسطة جورج أوربان وكارليس جيمس. ولم يتم إنتاج الفلز حتى 1934 عندما قام العمال بتقليل الكلور المائي ببخار البوتاسيوم.

## التواجد في الطبيعة
مثل العناصر الأرضية النادرة الأخرى لا يتواجد العنصر حرا في الطبيعة ولكن يتواجد في تراب خام المونازيت. وقد كان فصل العناصر الأرضية مكلف وشاق للغاية في السابق، ولكن باستخدام تقنية التبادل الأيوني التي تم تطويرها في أواخر القرن العشرين أصبح في الإمكان الحصول على جميع العناصر الأرضية النادرة ومركباتها الكيميائية. ويعتبر المصدر الاقتصادي للإربيوم هو الزينوتايم الإيوكسنايت. ويتواجد الإربيوم الفلزى كتراب ويعتبر سريع الاشتعال والانفجار.

## نظائر الإربيوم
يتكون الإربيوم الموجود كبيعيا من 6 نظائر مستقرة, Er-162, Er-164, Er-166, Er-167, Er-168, Er-170، Er-166ويعتبر Er-166 أكثرها تواجدا 33.6%. كما يوجد له 23 نظير مشع, اكثرها ثباتا Er-169 وله عمر نصف يبلغ 9.4 يوم, Er-172 وله عمر نصف 49.3 ساعة, Er-160 عمر نصف 28.58 ساعة، و Er-165 عمر نصف 10.36 ساعة, Er-171 عمر نصف ساعة. وباقى النظائر لها عمر نصف أقل من 3.5 ساعة، ومعظمها له عمر نصف أقل من 4 دقائق. كما أن العنصر له 6 حالات تحول, وأكثرها ثباتا Er-167m بعمر نصف 2.269 ثانية.
ويتراوح الوزن الجزيئي لنظائر الإربيوم بين 144.957 وحدة كتل ذرية (Er-145 إلى 173.944 وحدة كتل ذرية (Er-174). ونظام الإضمحلال الأساسي قبل أكثر النظائ تواجدا Er-166 هو أسر الإلكترون, والنظام الأساسي بعده إضمحلال بيتا. وناتج الإضمحلال الأساسي قبل Er-166 هو نظائر العنصر رقم 67 (الهولميوم), والنواتج الأساسية بعده نظائر العنصر 69 (الثوليوم)

## الاحتياطات
مثل اللانثينيدات الأخرى، فإن مركبات خام الإربيوم لها سمية منخفضة، بالرغم من انه لم يتم التحقق من ذلك تفصيليا.

## وصلات خارجية
- العناصر على الشبكة- إربيوم